# Bizjakarija
Bizjakarija (italijansko Bisiacaria, bizjaško Bisiacarìa, furlansko Bisiacarie) je ime za geografsko-jezikovno območje, ki se nahaja v južnem delu pokrajine Gorica (geografsko v jugovzhodnem kotu Furlanije). Bizjakarija je tisti pas ozemlja nekdanje goriške pokrajine, ki se razteza med Krasom in Jadranskim morjem ter med rekama Sočo in Timavo.

## Geografsko območje
Z upravnega vidika ustreza sedanjim občinam:
| #      | Občina            | Občina               | Občina         | Občina                | Prebivalci | Površina (km²) | Gostota (preb./km²) | Naselja |
| #      | Slovensko         | Italijansko          | Bizjaško       | Furlansko             | Prebivalci | Površina (km²) | Gostota (preb./km²) | Naselja |
| ------ | ----------------- | -------------------- | -------------- | --------------------- | ---------- | -------------- | ------------------- | --- |
| 1      | Tržič             | Monfalcone           | Mofalcòn       | Monfalcon             | 27.877     | 20,52          | 1.358,5             | Tržič |
| 2      | Ronke             | Ronchi dei Legionari | Ronchi         | Roncjis               | 12.130     | 16,98          | 714,4               | * Sveti Vid (San Vito) - Selce (Cave di Selz) - Soleščan (Soleschiano) - Romjan (Vermegliano)                                           |
| 3      | Štarancan         | Staranzano           | Staransan      | Staranzan             | 7.257      | 18,71          | 387,9               | Bistrinja, Dobje, Štarancan, Villaraspa                                                                                                 |
| 4      | Škocjan ob Soči   | San Canzian d'Isonzo | Sacansiàn      | San Canzian           | 6.383      | 33,58          | 190,1               | Beljan (Begliano Beàn), Isola Morosini (Isula), Pieris, Škocjan ob Soči (San Kanzian d'Isonzo)                                          |
| 5      | Foljan Sredipolje | Fogliano Redipuglia  | Foiàn Ridipùia | Foian Redipulie       | 3.071      | 7,77           | 395,2               | Foljan (Fogliano), Polač (Polazzo Polàs), Sredipolje (Redipuglia Ridipuia)                                                              |
| 6      | Turjak            | Turriaco             | Turiàc         | Turiac                | 2.756      | 5,28           | 522,0               | Turjak |
| 7      | Zagraj            | Sagrado              | Sagrà          | Segrât                | 2.267      | 14,14          | 160,3               | Petovlje (Peteano Peteàn), Zdravščine (Poggio Terza Armata Sdràusina), Zagraj (Sagrado), Martinščina (San Martino del Carso San Martin) |
| 8      | Špeter ob Soči    | San Pier d'Isonzo    | San Piero      | San Pieri dai Bisiacs | 2.017      | 9,09           | 221,9               | Kaseljan (Cassegliano Caseàn), Špeter ob Soči San Pier d'Isonzo, San Zanut                                                              |
| Skupaj | Skupaj            | Skupaj               | Skupaj         | Skupaj                | 63.758     | 126,10         | 505,7               | |

## Galerija
- Satelitski pogled na osrednji in južni del regije
- Vojaški spomenik v Sredipolju (Foljan Sredipolje)
- Tržič
- Ronke
- Škocjan ob Soči
- Špeter ob Soči

## Zgodovina
Zgodovina Bizjakarije je bila stoletja povezana z zgodovino Furlanije, s katero je delila usodo. Bila je del langobardske vojvodine Furlanije (568-776 n. št.), nato frankovskega markizata Furlanije (776-952 n. št.) in Kneževine Oglejskega patriarhata (Furlanije) (1077-1420). Okoli leta 1411 so Benetke napovedale vojno patriarhalni kneževini, ki je bila poražena leta 1420 (Tržič je bil zadnja furlanska trdnjava, ki se je predala skupaj z Marano Lagunare 18. julija [ 1 ] ), dokončno vključena z imenom Patria del Friuli v telo gospostva Benečanov s celine.
To območje je bilo od leta 1420 del Beneške republike. Pod vladavino Beneške republike je območje bilo vse do leta 1797. Beneška vladavina je na tem ozemlju pustila močan pečat. Območje je bilo v preteklosti  poznano tudi z imenom “Bizjakarija” (Bisiacaria) na podlagi značilnega krajevnega narečja – to je bizjaško narečje. 
Po izumrtju goriško-tirolskih grofov (1500) je prišlo do hudih sporov med Beneško republiko in Habsburžani za določitev ozemeljske razdelitve regije v nizu vojn, ki so se končale šele v prvih letih 17. stoletja. Leta 1521 je bilo s »wormskim zborom« furlansko ozemlje razdeljeno tako, da so Benečani obdržali osrednjo Furlanijo, Tržič in zahodno Furlanijo, vzhodna Furlanija z Gorico in Oglejom pa je pripadla Avstriji. Tržič in njegovo ozemlje sta se tako znašla v beneški enklavi, popolnoma obkroženi z avstrijskimi nadvojvodskimi deželami. Leta 1797 je Napoleon uničil Beneško republiko in z Dunajskim kongresom leta 1815 je Bizjakarija prešla v Avstrijo v okviru Goriške grofije, preostala Furlanija pa je postala del Langobardsko-beneškega kraljestva.
Leta 1866 je osrednja in zahodna Furlanija pripadla Italiji, Bizjakarija pa je do konca prve svetovne vojne ostala del avstrijske Goriške in Gradiške grofije. Po prehodu v Italijo leta 1919 je bila vključena v Goriško pokrajino, v času fašizma pa je bila prestavljena v Tržaško pokrajino (1923-1943), z izjemo Zagraja, ki je bil najprej pripojen Vidmu in nato Gorici. V Goriško pokrajino se je vrnila po drugi svetovni vojni zaradi odcepitve Tržaškega ozemlja od Italije, ki ga je takrat upravljala zavezniška vojaška oblast. Bizjakarija torej spada v definicijo zgodovinske Furlanije in Julijske krajine (tako kot ostala Goriška in nekdanja avstrijska Spodnja Furlanija).

### Toponim
Po mnenju nekaterih jezikoslovcev je ime kraja slovanskega izvora in bi lahko izhajalo iz slovenskega izraza bezjak, kar pomeni begunec, izgnanec (ezul), povezano s ponovno poselitvijo, ki jo je izvedla Beneška republika po turških vpadih.
Ta prvotni slovanski izraz pa je morda imel tudi drugačen pomen kot izgnanstvo. Enciklopedija Treccani namreč pod naslovom pridevnika "bislacco" pravi, da izhaja "morda iz beneškega "bislaco", vzdevka, ki so ga dajali Benečanom v Furlaniji in Slovanom v Istri, iz slovanske pomenke "bezjak", ki naj bi pomenil "neumen". Anche i dizionari di lingue slave oggi riportano che il termine anticamente significasse in effetti "stupido". Tudi slovarji slovanskih jezikov danes poročajo, da je izraz v starih časih dejansko pomenil "neumen".

### Jeziki in narečja
Tradicionalna jezikovna različica v Bizjakariji je bizjaščina, narečje beneškega tipa s precejšnjo prisotnostjo večinoma furlanskih besed in manjšim deležem slovenskih. Idiom je pravzaprav nastal iz združitve beneščine z izvirno furlansko podlago. Ker je Beneška republika zasedala to območje od 16. stoletja, predvsem kolonisti iz območja Trevisa, je mogoče v bizjaščini prepoznati številne značilnosti, ki so skupne severnemu beneškemu narečju in zlasti liventinskemu narečju, ki se uporablja na beneški obali med rekama  Piave in Livenza.
Zato ga ne smemo uvrščati v skupino kolonialnih beneških narečij, ki so se sčasoma razširila v Trstu, Gorici in drugih središčih Furlanije, ki se bolj zgledujejo po beneškem vzoru. Bizjaščina je več kot stoletje doživljala določen zaton in je skoraj popolnoma izginila iz govorjenega jezika, izpodrinjena s tržaškim narečjem ; najbolj konservativna središča so danes Turjak, Pieris, Beljan, Škocijan, Foljan in Špeter ob Soči. V občinah Tržič, Ronke in Zagraj je slovenščina priznana kot manjšinski jezik. Tržič (kjer je aktiven tudi fogolâr) in Zagraj priznavata tudi furlanščino.

## Gospodarstvo
Na območju se združuje cvetoča kmetijska in obrtniška dejavnost z obalnimi viri: navtičnimi, turističnimi in trgovskimi. Posebej je poudarjena prisotnost ladjedelnic Tržič, specializiranih za gradnjo visokotonažnih ladij za križarjenje, ki že od svojega začetka zaznamujejo gospodarski razvoj območja.